# Inland Empire (película)
Inland Empire (en México, El imperio; en Argentina, Imperio) es un largometraje de suspenso psicológico experimental del año 2006 dirigido por David Lynch.
Lynch describió la historia como «una historia misteriosa [...] en torno a una mujer... una mujer enamorada y con problemas». La película es interpretada como un compendio del cine del director. La historia, compleja y con tintes de pesadilla, desarrolla distintos niveles argumentales entremezclados, sin aclarar nunca los nexos lógicos entre ellos. Abunda en primeros planos expresionistas (especialmente de Laura Dern), el sonido es distorsionado y envolvente, y los efectos especiales unidos a las numerosas escenas cómico-grotescas que contiene producen un gran impacto visual. En su estreno, en diciembre de 2006, suscitó entre los críticos, al igual que los más recientes largometrajes del director, multitud de comentarios enfrentados, aunque la opinión fue mayoritariamente positiva.

## Argumento
La película se abre con un estallido de luz en la oscuridad, al parecer de un proyector cinematográfico. La luz ilumina las palabras «INLAND EMPIRE» en la pantalla. Entonces se pasa a una grabación de un gramófono que reproduce una voz que presenta AXXoN N., «el programa de radio más largo de la historia, continuando en la región báltica, un gris día invernal en un viejo hotel...» (Axxon N. es el nombre de un proyecto de 9 episodios de una serie de drama y misterio que Lynch planeaba emitir por internet en 2002). Una prostituta y su cliente conversan en un vestíbulo y en un cuarto del hotel en Polonia, pero no se pueden ver sus caras. Años después, en la misma habitación del hotel, una mujer que llora (Karolina Gruszka, acreditada como «La Chica Perdida») contempla una comedia en un televisor acerca de tres conejos-humanos (la serie es de la película del propio Lynch Rabbits, que colgó en su página web en 2002). El conejo macho se mete en una habitación exquisitamente decorada, en donde se desvanece. Un hombre calvo (Jan Hencz) le dice a otro hombre (Krzysztof Majchrzak, quien luego se sabrá que es «el Fantasma») que entiende que busque un «inicio». El Fantasma se agita intensamente. «¡Bien! ¡Me alegro de que lo comprendas!».
En Los Ángeles, una visitante (Grace Zabriskie) toca el timbre de la lujosa mansión de Nikki (Laura Dern). La mujer dice ser su vecina con un acento indeterminado de Europa del Este. La vecina explica dos viejos «cuentos», uno sobre un muchacho que hizo nacer el mal al atravesar una puerta, y una variación sobre una niña que se perdió en un callejón detrás de un mercado. Ella sabe varias cosas sobre un próximo papel para Nikki que ella no sabe: en primer lugar, que Nikki tiene el papel definitivamente; segundo que es sobre el matrimonio y un asesinato; y tercero que su marido (Peter J. Lucas) está implicado en él. Entonces comienza a hablar de la inexactitud del tiempo: «si fueran las 9:45, ¡creería que fue después de medianoche!», y apunta hacia a un sofá al otro lado de la sala diciendo: «si hoy fuera mañana, usted estaría allí sentada». Cuando Nikki se gira, se ve a ella misma sentada junto a dos amigas. El teléfono suena, su mayordomo le acerca el teléfono y Nikki comienza a saltar muy emocionada al enterarse de que el papel es suyo, mientras que su marido (Smithy) mira con intensidad desde las escaleras.
En el show de Marilyn Levens (Diane Ladd), un talk show de chismografía semanal, Nikki y su compañero de película, Devon Berk (Justin Theroux), aseguran a Marilyn y al público que todo será profesional sin juegos amorosos. Después de la entrevista, los socios de Devon le apartan de cualquier idea de seducir a Nikki, porque su marido es «el hombre más poderoso». 
La película se titula «On High in Blue Tomorrows» (Flotando en mañanas tristes). El director titular, Kingsley Stewart (Jeremy Irons), y su asistente Freddy (Harry Dean Stanton) revisan una escena del guion con Nikki, (como Sue Blue) y Devon (como Billy Side). El ensayo lo interrumpe alguien rondando alrededor del set de rodaje. Devon va a investigar, se oyen los pasos lejanos de alguien corriendo, y él vuelve para decir, «Desaparecieron donde es realmente difícil desaparecer.» Este incidente asusta a Kingsley, lo que le lleva a revelar un secreto sobre su película. Realmente es un remake de una película alemana basada en un cuento de origen gitano polaco que se tituló 4 7 (Vier Sieben), que nunca llegó a terminar de rodarse porque los protagonistas fueron asesinados. Aparentemente, el cuento en que se basaba basado el guion estaba maldito debido a algo que había «dentro de la historia». 
Durante el rodaje de la película, Nikki se sumerge tan profundamente en su papel, que empieza a perder su identidad pasando a ser Sue, el propio personaje de la película que debe interpretar. Al principio está desconcertada; en una escena de sexo con Devon/Billy en «la casa» ella confunde su identidad mientras su marido (Smithy) escucha desde un vestíbulo cercano oscurecido. 
Al siguiente día ella se encuentra en una callejón detrás de una tienda, y ve «AXXoN N.» escrito en una pared, con una flecha que apunta hacia una puerta. Al entrar, ella pasa a estar con Devon en el set de rodaje donde anteriormente habían estado ensayando, viéndose a sí misma allí, siendo de hecho la intrusa. Cuando Devon viene buscándola, ella corre huyendo dentro del set hacia la que parece ser su humilde casa (la cual guarda cierta similitud con la casa de juguete de los conejos). Devon mira en el set a través de un cristal que comunica con la casa, donde no puede verla por la oscuridad. En cambio Nikki/Sue, asustada ─compartiendo el mismo espacio─ puede verle y grita su nombre. 
A estas alturas, llegada casi al medio tercio, la película comienza a mostrar una serie desarticulada de escenas aparentemente aleatorias, de ensueño. Nueve mujeres pasean alrededor en la casa humilde de Smithy, y teletransporta a Nikki/Sue a Polonia en invierno, donde se desarrolla una trama de asesinato. A veces regresamos al Cuarto del Conejo, o a una oficina a la cima de un vuelo de escalones en un viejo teatro donde Sue cuenta toda la historia de su violenta existencia a un hombre con las gafas chuecas y de expresión muy seria (Erik Crary, acreditado como «el Sr. K»), que puede ser uno de los Conejos; y este monólogo incluye una discusión del Fantasma, que es el hombre con poderes de hipnosis. Las nueve mujeres irrumpen fuera en un baile coreografiado al son de «The Loco-Motion» de Little Eva, y luego desaparecen. Durante la cena en la casa humilde Sue le dice a Smithy que está embarazada sin que él muestre ninguna reacción. Entonces decide  llamar a Billy, pero solo contestan los conejos.
En el patio trasero de la casa humilde, Smithy mancha accidentalmente su camiseta blanca con salsa, simulando ser sangre. Cuando Sue se percata de la mancha de salsa, una mujer que ora se ve. 

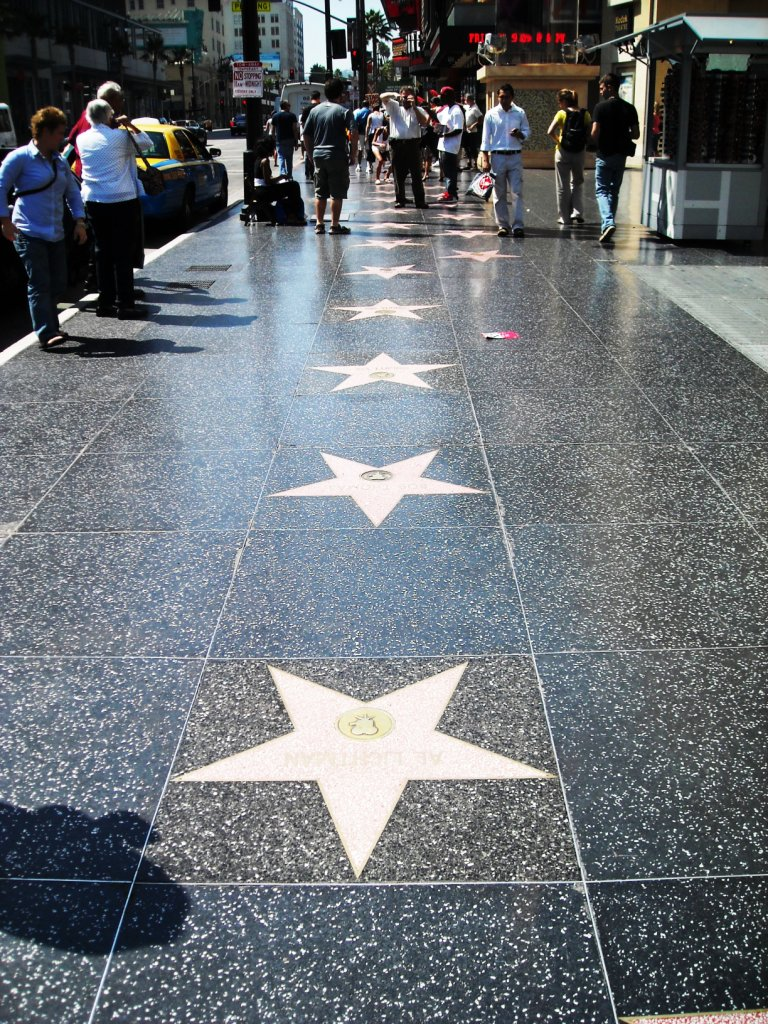
Parte del film se ambienta en el Hollywood Boulevard.

La trama vuelve a estabilizarse en una escena donde Sue va a la casa lujosa de Billy, que parece ser la misma casa que le perteneció a ella en un principio en la identidad de Nikki como futura actriz de cine. Allí le dice repetidamente  que lo ama, lo que hace que su esposa (Julia Ormond) le abofetee varias veces, un momento durante el que parece que casi está a punto de recordar si fue hipnotizada por el Fantasma. El Hombre Calvo lleva a Smithy, vestido con ropa humilde, a una sesión de espiritismo con tres hombres que son de algún modo también las tres personas del conejo. Estos hombres pueden ver a «la muchacha que llora» en el hotel, pero Smithy solo puede oírla; le dan una pistola que es capaz de matar al Fantasma. En una calle en Hollywood, Sue es ahora una prostituta. Ella ve a la esposa de Billy y escapa a un club, sube por unos escalones y comienza una vez más su monólogo con el hombre de las gafas corvas. Suena el teléfono, el hombre contesta y dice,«Sí, ella todavía está aquí... el caballo ha ido al pozo». Sue agarra un destornillador y regresa a la calle. La esposa de Billy logra arrebatárselo y la apuñala con él. Sue apuñalada cruza cojeando la esquina de Hollywood Boulevard, alcanzando una acera al lado de unos vagabundos sentados en el suelo, quienes la ignoran completamente. Inician una charla trivial sobre los autobuses y monos hasta que Sue cae vomitando sangre en la acera, y desfallece. Una de los tres vagabundos, enciende un encendedor cerca de su rostro y dice: «Yo he visto su luz. Quema luminoso para siempre. No más mañanas tristes. Vuela alto ahora, amor.» Sue muere. Kingsley grita «¡Corten!» y surge la cámara que filmaba la escena. Los vagabundos en realidad son extras del rodaje de la película que se levantan y se van. Kingsley abraza a Nikki diciéndole que ha estado maravillosa, pero ella desconcertada lo empuja lejos y camina desorientada fuera del set iluminado. Ahora vaga por el interior de un cine vacío, en donde por primera vez ve proyectada a la «muchacha que llora», quién al mismo tiempo también puede verla a ella en su televisión del cuarto del hotel. Nikki (actriz) se ve proyectada como Sue (mujer de la vida real) en la pantalla grande, contando, de nuevo, su monólogo, y otra escena del futuro la muestra en el set donde se localiza el arma en la casa humilde de Smithy. Nikki pasa por la puerta en la que hay escrito «AXXon N.», y vagabundea por  el set hasta encontrar la pistola y el cuarto del Conejo con el número 47. Aparece el Fantasma al que dispara cuatro veces. En el tercer disparo su propia cara angustiada se sobrepone. Tras el cuarto disparo, la cara del Fantasma se retuerce hasta dejar de reconocerse. Después entra en el Cuarto del Conejo, donde halla a la «muchacha que llora», la besa, y Nikki/Sue se desvanece. «la muchacha que llora» es ahora libre y deja su prisión para reunirse alegremente con su marido (Smithy) y su hijo. Nikki (actriz) se mezcla con la luz luminosa y los aplausos. En la casa lujosa de Nikki, una mujer con una sola pierna que fue mencionada en el monólogo de Sue mira alrededor y dice: «Sweet!». También se ve a la mujer japonesa con peluca rubia y el mono que fueron mencionados en la charla de los vagabundos. Finalmente, surgen los títulos de créditos finales sobre un grupo de mujeres que bailan «Sinnerman» de Nina Simone mientras un leñador sierra un leño. Aparecen también por unos segundos Laura Harring y Nastassja Kinski sentadas junto a Laura Dern.

## Reparto
- Laura Dern como Nikki Grace / Sue Blue.
- Jeremy Irons como Kingsley Stewart.
- Justin Theroux como Devon Berk / Billy Side.
- Harry Dean Stanton como Freddie Howard.
- Julia Ormond como Doris Side.
- Diane Ladd como Marilyn Levens.
- Peter J. Lucas como Piotrek Krol.
- Grace Zabriskie como Visitante #1.
- Mary Steenburgen como Visitante #2.
- Karolina Gruszka como Chica Perdida.
- Krzysztof Majchrzak como Fantasma.
- Ian Abercrombie como Henry el Mayordomo.
- Nae como Mujer de la Calle.
- Terry Crews como Hombre de la Calle.
- William H. Macy como Locutor.
- Tracy Ashton como Hermana de Marine.
- Leon Niemczyk como Marek.
- Jan Hencz como Janek.
- Laura Harring (voz) como Jane Rabbit.
- Scott Coffey (voz) como Jack Rabbit.
- Naomi Watts (voz) como Suzie Rabbit.
- David Lynch (voz) como Bucky el Jefe de Iluminación.
- Nastassja Kinski como la Señora.
- Ben Harper como Pianista (sin acreditar).

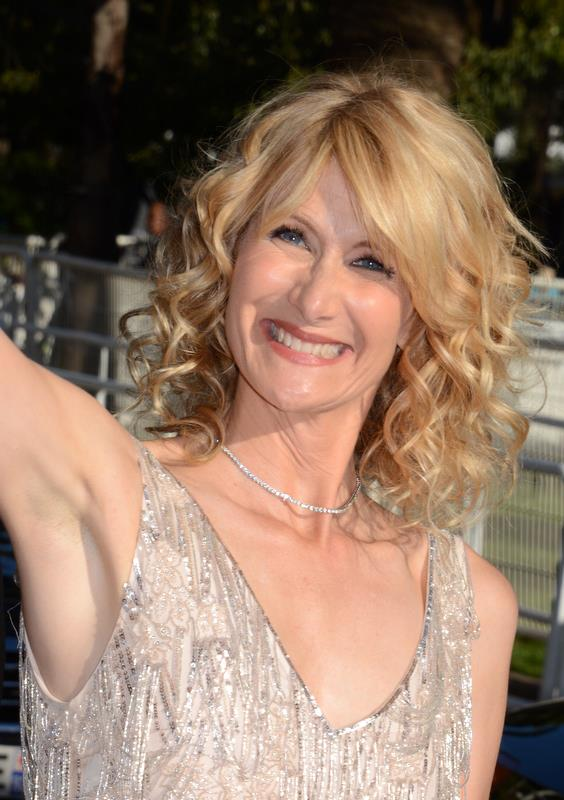
Laura Dern: Nikki Grace y Sue Blue.
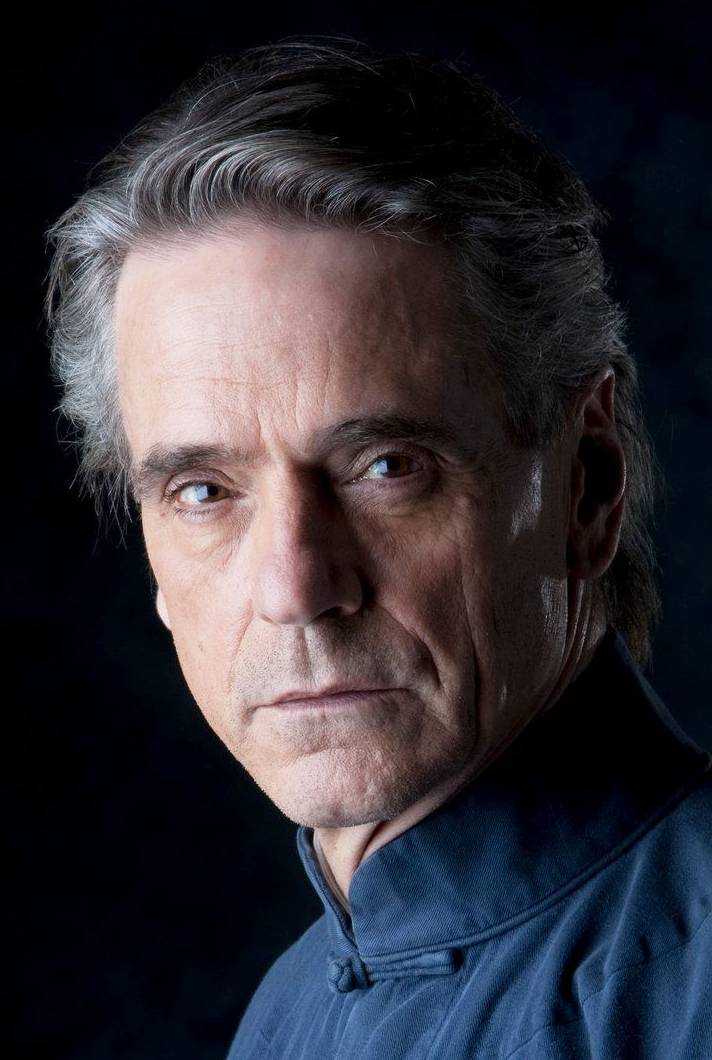
Jeremy Irons: el director Kingsley Stewart.
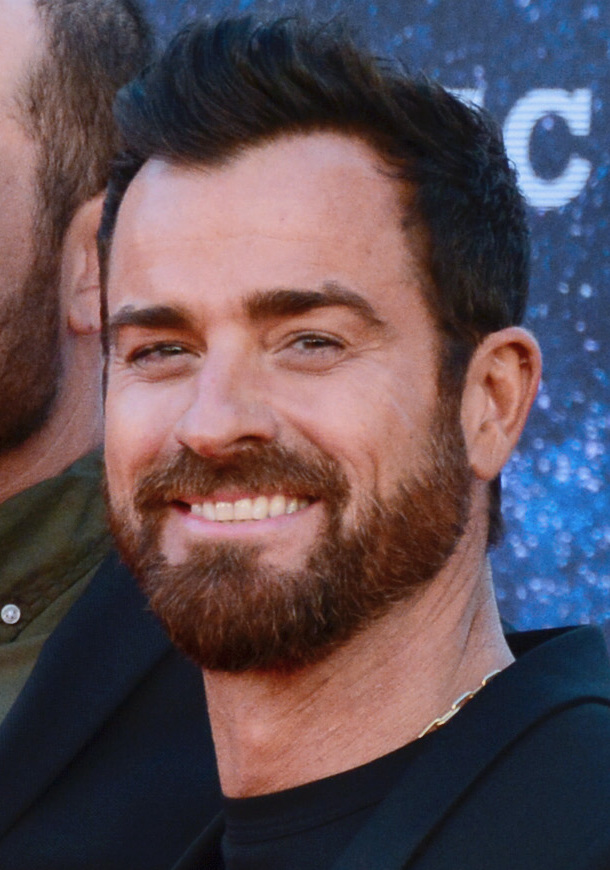
Justin Theroux: Devon Berk y Billy Side.
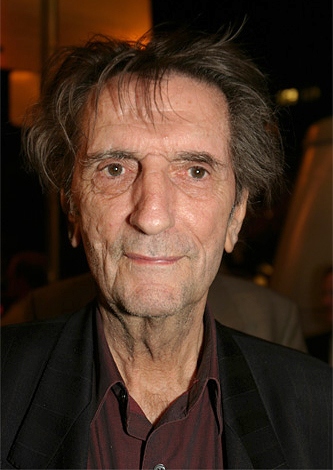
Harry Dean Stanton: Freddie Howard.
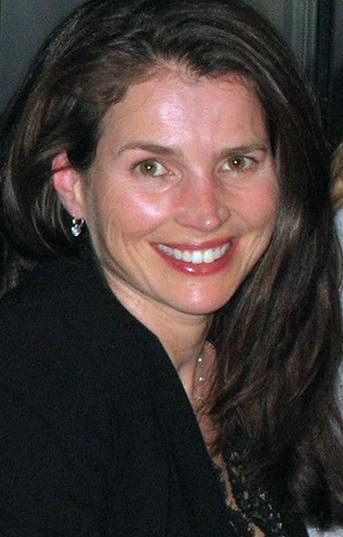
Julia Ormond: Doris Side.
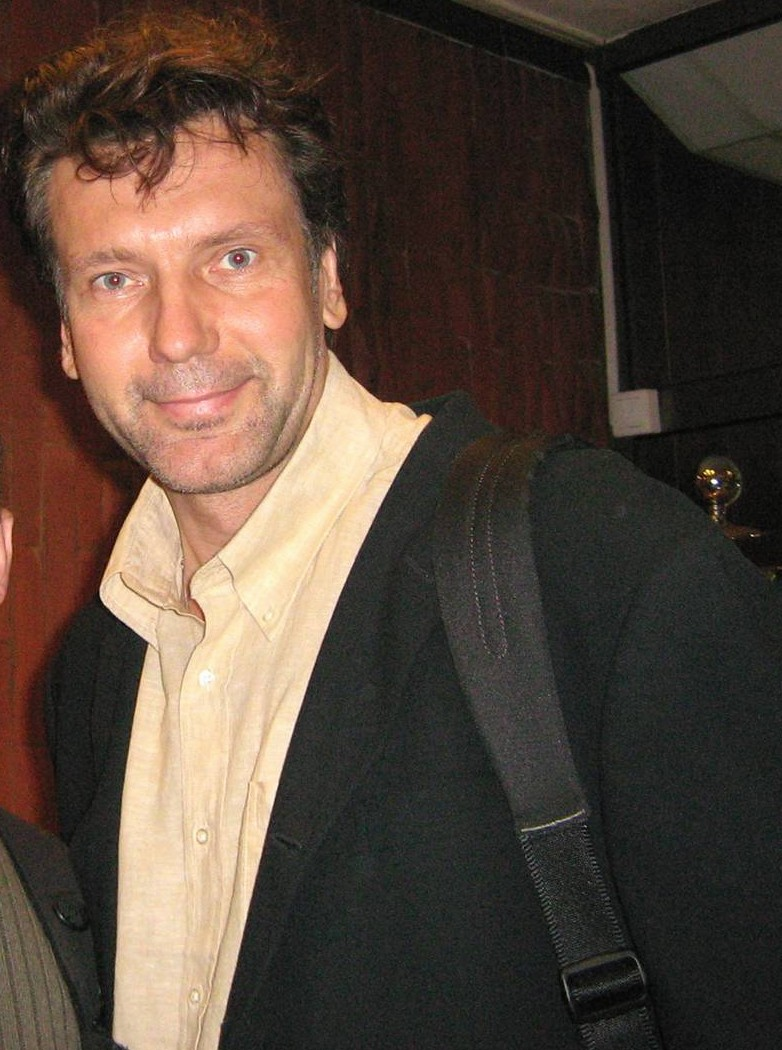
Peter J. Lucas: Piotrek Krol.
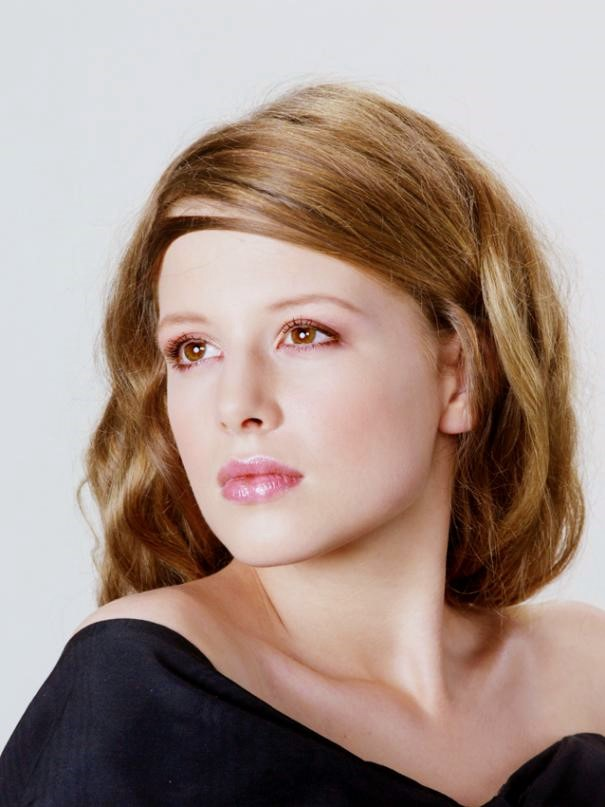
Karolina Gruszka: la chica perdida.
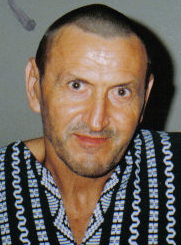
Krzysztof Majchrzak: el fantasma.

## Filmación
Inland Empire fue registrada en formato digital con una cámara Sony DSR-PD150. Además, Lynch declaró que no volvería al formato cinematográfico, pasándose completamente al cine digital. En una visita a Madrid en 2013 comentó: «Es falso que rodara Inland Empire sin guion [...] escribí una escena, y la rodé. Estaba fascinado por la tecnología digital y la facilidad que permitía a la hora de rodar. Cuando se me ocurrió otra, que no tenía nada que ver con la anterior, la escribí y la rodamos. Y así hasta que tenía cuatro, totalmente inconexas. Pero de pronto di con una idea que las vinculaba a todas ellas, y entonces escribí el guion de la película, a partir de esa idea».

## Música
La música de Inland Empire fue compuesta en su mayor parte por el propio Lynch, no contando en esta ocasión con su colaborador habitual Angelo Badalamenti. Incluye las siguientes pistas:
1. David Lynch – «Ghost of Love» (5:30)
2. David Lynch – «Rabbits Theme» (0:59)
3. Mantovani – «Colors of My Life» (3:50)
4. David Lynch – «Woods Variation» (12:19)
5. Dave Brubeck – «Three to Get Ready» (5:22)
6. Boguslaw Schaeffer – «Klavier Konzert» (5:26)
7. Kroke – «The Secrets of the Life Tree» (3:27)
8. Little Eva – «The Locomotion» (2:24)
9. David Lynch – «Call from the Past» (2:58)
10. Krzysztof Penderecki – «Als Jakob erwachte» (7:27)
11. Witold Lutosławski – «Novelette Conclusion» (excerpt) / Joey Altruda – «Lisa» (edit) (3:42)
12. Beck – «Black Tambourine» (film version) (2:47)
13. David Lynch – «Mansion Theme» (2:18)
14. David Lynch – «Walkin' on the Sky» (4:04)
15. David Lynch / Marek Zebrowski – «Polish Night Music No. 1» (4:18)
16. David Lynch / Chrysta Bell – «Polish Poem» (5:55)
17. Nina Simone – «Sinnerman» (edit) (6:40)

## Inland Empire: More Things That Happened
Para la edición en DVD, Lynch decidió aprovechar parte del metraje que había sido desechado y crear con él un film nuevo. More Things That Happened tiene una duración de 76 minutos y presenta varias escenas protagonizadas por Laura Dern, Karolina Gruszka, Krzysztof Majchrzak, Peter J. Lucas o Nastassja Kinski, entre otros.